# Samuel Eliot
Samuel Eliot (22 de dezembro de 1821 – 14 de setembro de 1898) foi um historiador, educador e cidadão de mente pública de Boston, Massachusetts e Hartford, Connecticut .

## Biografia
Eliot nasceu em Boston, filho de William Havard Eliot (1796 - 1831) e Margaret Boies (Bradford) Eliot, e neto do banqueiro Samuel Eliot. Seu pai construiu a Casa Tremont, participou da vida musical da cidade, teve variantes de seus nomes, incluindo Hayward, Harvard, Havard, Howard e Elliott, e morreu repentinamente em 1831 enquanto fazia campanha pelo prefeito. Sua mãe era filha de Alden Bradford e neta de Harrison Gray Otis. Charles Eliot Norton era primo de Eliot.
Eliot se formou pela primeira vez na turma de 1839  no Harvard College e, depois de dois anos em uma casa de contabilidade em Boston, viajou por quatro anos na Europa no início da década de 1840. Durante a década seguinte ao seu retorno, ele se dedicou à escrita. No entanto, em 7 de junho de 1853, Eliot casou-se com Emily Marshall Otis (1832-1906), de Boston, e sua carreira de escritor gradualmente chegou ao fim. A filha deles, Emily Marshall Eliot Morison, era mãe do famoso historiador Samuel Eliot Morison (1887–1976).
Em 1856, Eliot tornou-se professor de história e ciência política no Trinity College em Hartford, Connecticut, e serviu como presidente da Trinity entre 1860 e 1864. Em 1864, Eliot retornou a Boston, embora continuasse dando aulas na Trinity até 1874. Em Harvard, foi superintendente de 1866 a 1872 e professor de história de 1870 a 1873. Ele também serviu de 1868 a 1872 como presidente da Associação Americana de Ciências Sociais. De 1872 a 1876, ele serviu como diretor da High and Normal School de Boston e de 1878 a 1880 como superintendente das Escolas Públicas de Boston, servindo posteriormente de 1885 a 1888 no Comitê Escolar de Boston.
Eliot foi curador do Hospital Geral de Massachusetts e da Escola de Massacres de Massachusetts, e por 26 anos foi membro e presidente do conselho de curadores do Instituto Perkins para Cegos. Ele também atuou como administrador, diretor, etc., no Museu de Belas Artes de Boston, no Boston Athenaeum, na Academia Americana de Artes e Ciências, na Sociedade Bíblica de Massachusetts e na Sociedade Histórica de Massachusetts.
Eliot morreu de problemas cardíacos em 14 de setembro de 1898, em Beverly Farms, Massachusetts,  e é enterrado no cemitério Mount Auburn.

## Trabalhos selecionados
- Translations from the Spanish Poet José Zorilla, (1846).
- Passages from the History of Liberty, (1847).
- The Liberty of Rome, (2 volumes, 1849) which was revised to form Part I of the History of Liberty: Part I, The Ancient Romans; Part II, The Early Christians, (4 volumes, 1853).
- Manual of United States History: From 1492 to 1850, (1856).
- Manual of the United States: From 1492 to 1872, (1874).
- Poetry for Children, (1879).
- Selections from American Authors: A Reading Book for School and Home, (1879).
- The Arabian Nights' Entertainments: Six Stories, (1880).